# Gabrielle Anwar
Gabrielle Anwar (Laleham, Middlesex, 4 de fevereiro de 1970) é uma atriz britânica.

## Carreira
Mais conhecida por participar de filmes da década de 1990, como Mergulho em uma Paixão, Os Três Mosqueteiros, Perfume de Mulher e Body Snatchers e pelo papel na série The Tudors como Margarida Tudor.
Ela participa também na série Burn Notice, com o papel de Fiona, e fez o filme Long Lost Son, onde interpreta Kristen e atua junto de Chace Crawford. Recentemente, a atriz participou da série Once Upon a Tine  em sua 7ª temporada, onde interpretou a Madrasta Má de Cinderella, Lady Tremaine e Victoria Belfrey. E teve participação no filme Em Busca Da Honra, juntamente com o ator Don Johnson, sobre o salvamento de 400 cavalos do exército americano.

## Filmografia

### No cinema
| Ano  | Título                                                    | Papel                             | Notas       |
| ---- | --------------------------------------------------------- | --------------------------------- | ----------- |
| 1986 | Paul McCartney: Pretty Little Head                        | —                                 | Video short |
| 1988 | Manifesto                                                 | Tina                              |             |
| 1988 | Jake's Journey                                            | Princess / Fiona Penwarden        |             |
| 1991 | If Looks Could Kill                                       | Mariska                           |             |
| 1991 | Wild Hearts Can't Be Broken                               | Sonora Webster                    |             |
| 1991 | Tom Petty and the Heartbreakers: Into the Great Wide Open | —                                 | Video short |
| 1992 | Scent of a Woman                                          | Donna                             |             |
| 1993 | Body Snatchers                                            | Marti Malone                      |             |
| 1993 | For Love or Money                                         | Andy Hart                         |             |
| 1993 | The Three Musketeers                                      | Rainha Ana de Áustria             |             |
| 1995 | In Pursuit of Honor                                       | Jessica Stuart                    |             |
| 1995 | Things to Do in Denver When You're Dead                   | Dagney                            |             |
| 1995 | Innocent Lies                                             | Celia Graves                      |             |
| 1996 | The Grave                                                 | Jordan                            |             |
| 1997 | Nevada                                                    | Linny                             |             |
| 1997 | Sub Down                                                  | Laura Dyson                       |             |
| 1997 | The Ripper                                                | Florry Lewis                      |             |
| 1998 | Beach Movie                                               | Sunny                             |             |
| 1999 | The Manor                                                 | Charlotte Kleiner                 |             |
| 1999 | Kimberly                                                  | Kimberly                          |             |
| 1999 | My Little Assassin                                        | Marita Lorenz                     |             |
| 2000 | If You Only Knew                                          | Kate                              |             |
| 2000 | The Guilty                                                | Sophie Lennon                     |             |
| 2000 | North Beach                                               | Lu                                |             |
| 2000 | How to Marry a Billionaire: A Christmas Tale              | Jenny Seeger                      |             |
| 2000 | Without Malice                                            | Susan                             |             |
| 2001 | Turbulence 3: Heavy Metal                                 | Kate Hayden                       |             |
| 2001 | Flying Virus                                              | Ann Bauer                         |             |
| 2002 | Sherlock                                                  | Rebecca Doyle                     |             |
| 2003 | Save It for Later                                         | Catherine                         |             |
| 2004 | Try to Remember                                           | Lisa Monroe                       |             |
| 2005 | Mysterious Island                                         | Jane                              |             |
| 2006 | 9/Tenths                                                  | Jessica                           |             |
| 2006 | Long Lost Son                                             | Kristen Sheppard/Halloran/Collins |             |
| 2006 | The Marsh                                                 | Claire Holloway                   |             |
| 2006 | The Librarian: Return to King Solomon's Mines             | Emily Davenport                   |             |
| 2006 | Crazy Eights                                              | Beth Patterson                    |             |
| 2008 | iMurders                                                  | Lindsay Jefferies                 |             |
| 2010 | Lies Between Friends                                      | Joss Jenner                       |             |
| 2011 | A Warrior's Heart                                         | Claire Sullivan                   |             |
| 2011 | Carnal Innocence                                          | Caroline                          |             |
| 2011 | The Family Tree                                           | Nina Fouts                        |             |
| 2019 | The Last Summer                                           | Mãe do Griffin                    |             |

### Na televisão
| Ano       | Título                                            | Papel                                                 | Notas                        |
| --------- | ------------------------------------------------- | ----------------------------------------------------- | ---------------------------- |
| 1986      | Hideaway                                          | Tracy Wright                                          | 6 episódios                  |
| 1987      | The Storyteller                                   | Lidia                                                 | Episódio: Fearnot            |
| 1988      | First Born                                        | Nell Forester                                         | Episódio 1.3                 |
| 1989      | Summer's Lease                                    | Chrissie Kettering                                    | 3 episódios                  |
| 1989      | Prince Caspian and the Voyage of the Dawn Treader | Princesa                                              | 3 episódios                  |
| 1990      | Press Gang                                        | Sam Black                                             | 12 episódios                 |
| 1991      | I misteri della giungla nera                      | Ada Corishant                                         | 3 episódios                  |
| 1992      | Beverly Hills 90210                               | Tricia Kinney                                         | Episódio: Fire and Ice       |
| 1993      | Fallen Angels                                     | Delia                                                 | Episódio: Dead-End for Delia |
| 2001      | The Practice                                      | Katie Defoe                                           | Episódio: Dangerous Liaisons |
| 2002-2003 | John Doe                                          | Rachel Penbroke                                       | 2 episódios                  |
| 2007      | The Tudors                                        | Margarida Tudor                                       | 6 episódios                  |
| 2007-2013 | Burn Notice                                       | Fiona Glenanne                                        | 111 episódios                |
| 2008      | Law & Order: Special Victims Unit                 | Eva Sintzel                                           | Episódio: Inconceivable      |
| 2017-2018 | Once Upon a Time                                  | Victoria Belfrey/Lady Tremaine/Lady Rapunzel Tremaine | 11 episódios                 |